# Jovánovics Miklós
Jovánovics Miklós (Csepel, 1932. április 25. – Budapest, 2002. szeptember 20.) magyar újságíró, kritikus.

## Életpályája
1951–1955 között a Gorkij Egyetem hallgatója volt. 1955–1956 között a Lomonoszov Egyetemen tanult filológiát és esztétikát. 1956-tól a Magyar Nemzet újságírója volt. 1957–1964 között az Élet és Irodalom munkatársa, 1964–1968 között szerkesztője, 1974–1986 között főszerkesztője volt. 1968–1974 között az Új Írás főszerkesztőjeként dolgozott. 1981–1986 között a Magyar Írószövetség főtitkára volt. 1986–1990 között a Magvető Könyvkiadó igazgatójaként tevékenykedett, ezen belül a Rakéta Regényújság főszerkesztői posztját is ellátta. 1991-től a Képes Extra, 1992–93-ban pedig az Extra Vasárnap illetve a Mérték főszerkesztője volt.

## Könyvek
- Életveszélyes élet. Krupszkaja Nadezsda Konsztantinovna élete; Móra, Bp., 1958
- Szovjet költők antológiája; válogatta, előszó, életrajzok: Jovánovics Miklós, jegyzetszótár: E. Fehér Pál; Móra, Budapest, 1960 (A világirodalom gyöngyszemei)
- Keleten kelt fel a nap; Zrínyi, Budapest, 1967
- Tűz-tánc. Harminc év múltán, 1958–1988; válogatta, sajtó alá rendezte: Györe Imre, Imre Katalin, Jovánovics Miklós, előszó: Jovánovics Miklós; Zrínyi, Budapest, 1988
- Napló; sajtó alá rendezte: Jovánovics Miklós; Littoria, Budapest, 1993
- Ne haragudjon, hogy levelemmel zavarom. Olvasói levelek Karinthy Ferenchez (szerkesztette, Karinthy Ferencnével, 1994)
- A Karinthyak – Egy budapesti művészcsalád száz éve képekben, 1887–1992; képválogatás és aláírások: Karinthy Ferencné, Jovánovics Miklós, bevezető: Hubay Miklós; Littoria, Budapest, 1995